# Пижмо марунолисте
{{#ifeq:0|0|{{#if:Tanacetum partheniifolium|{{#if:|[[]}}|[[]]}}}}
Пижмо марунолисте, маруна партенієлиста (Tanacetum partheniifolium) — вид квіткових рослин з родини айстрових (Asteraceae).

## Біоморфологічна характеристика
Це багаторічна рослина б.-м. запушена, 15—70 см заввишки. Кошики 15–20 мм у діаметрі. Язичкові крайові квітки довгасті, в 3 рази перевищують обгортку.

## Поширення
Вид росте в Європі й Казахстані: Крим, Північний Кавказ, Південний Кавказ, Туреччина, Туркменістан, Україна, Узбекистан; інтродукований до центральної Азії, Німеччини, Польщі, Еквадору, Гватемали, Венесуели.
В Україні росте у лісах, серед чагарників, на лісових узліссях — у гірському Криму, досить часто, особливо у букових лісах.